# 复兴大街 (石家庄市)
复兴大街是石家庄的一条道路，是原新元高速公路（石家庄南收费站至石家庄北收费站段）。该道路北起正定县，南至栾城区，总长度35.4公里。

## 历史沿革
复兴大街原属于京石高速石家庄正定县至藁城市段，采取双向4车道设计，于1993年建成通车。2010年，该路段划入京港澳高速。。
2014年12月21日，京港澳高速公路京石段与石安段改扩建工程施工完毕并通车，改扩建后的京港澳高速公路绕出石家庄市区，京港澳高速石家庄市区路段未作扩建工程施工的高速公路改名为“新元高速公路”。
2021年9月28日，石家庄绕城高速以内的高速公路取消收费，复兴大街（时称新元高速城区段）也在免费道路之中。原新元高速城区段的栾城站、裕华路站、正定站一并取消收费，开放通行，启用两个端口收费站——石家庄南收费站（新元高速永安枢纽互通北侧约2公里处）和石家庄北收费站（新元高速拐角铺枢纽互通南侧约1.5公里处），端口收费站以内的路段免费通行。
2022年3月19日，石家庄市政府公布了《复兴大街市政化改造工程交通设计方案与效果展示》，征求公众意见，力求3月26日复兴大街与新城大道互通立交、复兴大街与南二环东延线互通立交开工建设，4月底前全面开工。
2022年3月26日，南二环东延互通立交和新城大道互通立交开工建设，余下项目预计2022年4月底前开工，预计2024年完工，工期2年。

## 改造规划
在《复兴大街市政化改造工程交通设计方案与效果展示》报道提到，未来石家庄市将会将全线主路按照设计速度100公里/小时拓宽至双向八车道，并增设设计速度50公里/小时的双向四车道辅路（滹沱河北大堤至月牙路段与和平路至南二环段局部），将日均车流量提升至7万辆；新建互通立交4座、改造现有互通立交3座，新增出入口16对（预留1对）；新建地下隧道3座（正定古城段隧道、白佛隧道和学苑路隧道）；新建大桥13座，其中滹沱河景观特大桥2300米，泊水公园景观大桥605米。